# Stenomacrus pedestris
Stenomacrus pedestris là một loài tò vò trong họ Ichneumonidae.